# Vas a bailar
«Vas a bailar» es una canción y sencillo del grupo musical argentino Ciro y los Persas, incluida en su álbum debut titulado Espejos del año 2010. Es una canción del género rock alternativo. Fue lanzada como sencillo el 20 de septiembre de 2011.
La canción esta dedicada a los hijos del vocalista del grupo musical, Katja Martínez, Manuela Martínez y Alejandro Martínez.

## Video musical
La filmación del video musical se llevó a cabo los primeros días de agosto de 2011 en las playas Rada Tilly y El Doradillo, privilegiado mirador en las afueras de Puerto Madryn. Fue publicado el 20 de septiembre de 2011, en la cuenta oficial de YouTube del grupo musical.